# 南の虹のルーシー
『南の虹のルーシー』（みなみのにじのルーシー）は、1982年1月10日から12月26日まで、フジテレビ系列で毎週日曜19:30 - 20:00（JST）に全50話が放送された、日本アニメーション制作のテレビアニメ。
昭和57年度文化庁子供向TV用優秀映画賞受賞。

## 概要
「世界名作劇場」の第8作目で、原作はフィリス・ピディングトンの小説『南の虹』（Southern Rainbow）。1830年代後半の開拓時代のオーストラリアを舞台に、農場を持つことを夢見てイギリスのヨークシャーから、オーストラリアのアデレードへ移住してきた一家の物語である。前半では一家が南オーストラリアに到着してから、アデレードに住居を購入して生活基盤を築いていくまでの、およそ1年間が克明に描かれる。動物好きで活発なルーシー・メイが姉のケイトとともに、未開拓の大自然の中で、様々な動物たちと出会ったり、先住民と交流したりする。そして後半では、移住から3年の月日が経過しても、未だに希望の土地を手に入れられない中で、支え合って生活する一家と、ルーシー・メイの身の上に降りかかったとある事件を中心に、物語が展開する。
「世界名作劇場」シリーズの中では、初めて原作者が存命中に映像化された作品であると同時に、唯一放送前に原作が終了していなかった作品でもある。そのような状況の為、本作品は途中からアニメオリジナル展開へと突入し、物語後半は前述の事件とプリンストン夫妻との関わりを始め、原作とは大きく異なる展開となっていった。また、本作品が放送される以前は原作の訳書が公刊されていなかったため、放送開始と前後して産経新聞発行のリビングブックに一関春枝の翻訳による日本語訳が連載され、講談社セシール文庫にて書籍化されている。
本作品ではカンガルー、カモノハシ、コアラ、ウォンバット、ワライカワセミなどオーストラリアにしか生息しない動物たちが紹介された。また主人公のルーシー・メイや子供達の役は児童劇団や一般からの候補を募り、60人以上のなかからオーディションで選ばれた。

## あらすじ
1837年、ルーシー・メイとポップル一家は農場の所有を夢見てオーストラリアにやってきた。しかし、政府による測量が進まず、なかなか農地を手に入れることができない。一家はアデレードに小さな家を購入して生活基盤を築き始める。ルーシー・メイは姉のケイトとともに家を取り囲む大自然や動物たちとふれあう。
一家がオーストラリアに移住して1年が経った頃、農地を入手できるチャンスが到来するが、意地の悪い金持ちのペティウェルによる妨害で叶わなくなる。それから2年後、一家はアデレードの中心部に引っ越していた。相変わらず農地を獲得できないまま、父のアーサーは次第に希望を失いつつあった。
一家が困窮する中でルーシー・メイが事故で記憶喪失になり、大富豪のプリンストン夫妻に保護されるという事件が起こる。ルーシー・メイの記憶は元に戻り、一家との再会も果たすも、かつて亡くした娘に彼女を重ね合わせるプリンストン夫妻から、養女に乞われた。一旦は断るが、ルーシー・メイは自分が養女になれば一家が農地を入手して幸せになれると考え、承諾しようと決意する。しかし、プリンストンは彼女の本心を見抜くとともに、家族を愛する気持ちに感銘を受け、養女にすることは諦め、一家には良い条件で農地を譲り渡すことにする。念願の農地を手に入れたポップル一家は希望を胸に抱き、新たなる旅立ちを迎える。

## 登場人物

### ポップル一家
原作では以下の面々以外にも、アナベルという2歳の妹と、オーストラリア移住後に設けたアダムという弟も登場している。
ルーシー・メイ・ポップル
声 - 松島みのり
本作品の主人公で、ポップル家の3女。オーストラリア上陸時7歳。動物が大好きで、見つけ次第なんでも飼おうとする。勉強が大嫌いで、特に算数は苦手。通称：ルーシー。わがままな性格だが、家族思いの優しい少女。
かつて亡くした娘に彼女を重ね合わせるプリンストン夫妻から、養女に乞われた。一旦は断るが、自分が養女になれば一家が農地を入手して幸せになれると考え、承諾しようと決意する。
ケイト・ポップル
声 - 吉田理保子
ルーシーの姉で次女。上陸時10歳。よくルーシーと行動を共にする。姉妹の会話はかけ合い漫才のよう。算数が得意。
原作においては主にケイトが主役の章が大半を占めており、本作品におけるルーシーの役割も併せて担っていた。
クララ・ポップル
声 - 玉川沙己子
ルーシーの姉で長女。上陸時16歳。しっかり者。後にマック夫人のパン屋で働く。ジョンと恋仲にあり、最終的には結婚する。
アーサー・ポップル
声 - 堀勝之祐
ルーシーの父で農夫。器用。理想の農園作りを夢見て上陸してきた。前半は万能ぶりを見せており、道路造り、石切り、建設業とさまざまな職を転々としたが、慣れない仕事でストレスを溜めていく。そしてなかなか土地が手に入らず希望を無くし、徐々に酒に溺れていく。しかし、子供への愛は確かで、ルーシーを養子に乞われた際には丁重に断った。
アーニー・ポップル
声 - 谷育子
ルーシーの母。しっかり者。アーサーにも毅然としている。動物はあまり好きではなく、家族の中で唯一最後までリトルを飼うことに反対した。
ベン・ポップル
声 - 松田辰也
ルーシーの兄で長男。上陸時12歳。最初は頼りない印象だったが、次第にたくましくなる。牛車を見つけて港から荷物を運んだり、一家の建設作業を手伝ったりととても頼りになる。働き者で、住宅の完成後は羊飼いのロングの手伝いや付近で農業をして一家の家計を支える。
医者を目指し、デイトンの手伝いをしながら勉強していたが、後半には諦めて税関で働く。
トブ・ポップル
声 - 鈴木三枝→高田由美
ルーシーの弟で次男。上陸時2歳。
一家の引っ越し後に隣同士となった鍛冶屋と仲が良く、自分も鍛冶屋になりたいと思っている。行方不明になったルーシーを目撃した唯一の人物であるが、幼いためほとんど相手にされなかった。
おばあさん
声 - 麻生美代子
ルーシーメイたちのおばあさんでアーサーのお母さんである。息子と孫たちがオーストラリアに行ってしまったのをとても心配しており、オーストラリアからの手紙を心待ちにしていた。本編登場は第1話の最初のシーンのみ。
メアリー
声 - 中島喜美栄
アーサー・ポップルの妹。アーサーの事を心配するおばあさんをなだめるのに一生懸命だった。本編登場は第1話の最初のシーンのみ。

#### 一家のペット
モッシュ
ルーシーがイギリスから連れて来たハムスター。
スティッキー
雌のヤギ。森で足を木の根に挟まれていたところを助けられ、以後一家に飼われる。毎朝ミルクを出す。また、子ヤギも3匹産む。そのうち1匹は名前が付く前にハッピーに噛み殺され、別の1匹はビリーが譲り受けた。
パンジー
スティッキーが産んだ子ヤギのうちの1匹。3匹産まれた子ヤギの中で唯一ポップル家で育てられる。
ソッピー
一家がアデレード中心部に引っ越した後飼われている子ヤギ。パンジーの子供という説もある。
リトル
ルーシーが飼っているディンゴ。親を殺されていたところをベンが見つけ、拾ってきた。子どもの頃より飼われていた為、一家になついている。また非常に頭が良い。物語の後半の重要なキーポイントとなる。
スノーフレーク
ルーシーがロングからもらったヒツジ。リトルとは兄弟のように仲が良い。2年ほど飼っていたが、ポップル家の家計が苦しくなり、ルーシーの反対を押し切りアーサーが競売に出してしまう。しかし、ポップル家がプリンストンから譲り受けた土地の隣で飼われているところをリトルが見つけ、再会する。
ファニー
鉱山の落とし穴から出て来てケイトを驚かした大人しいウォンバット。ケイトが助け、ポップル家に引き取られるが、連れて帰った翌日にペティウェルの馬車にひかれて死んでしまう。
ニワトリ
一家がアデレード中心部に引っ越してから7羽ほど飼われている。名前は特にない。毎日3個ほど卵を産む。
アヒル
一家が買ったアデレード中心部の庭にある池で飼われている。5羽ほどいるが、なぜ飼われているのかは不明。

### 近隣の住人たち
デイトン
声 - 肝付兼太
移民船の船医だったが、酔いつぶれて船に乗り遅れ、オーストラリアへの移住を決意する。ポップル家の敷地を借りて診療所を開く。大酒飲みではあるが、腕は確か。ポップル家がアデレードの中心部に引っ越した後もアーサーらが建設した住宅で診療所を続けていたが、その後土地の所有権が渡ったペティウェルによって追い出され、再びポップル家に身を寄せる。しかしその1か月後、新しくできたゴーラーの街の診療所での雇用が決まり、一家に別れを告げアデレードを去る。
原作においては本作品ほどポップル家と深く関わっておらず、ルーシーが亡くなった末妹を回想する際、デイトンに相当する酒飲みの船医について言及するのみに留まっている。
ペティウェル
声 - 滝口順平
ポップル一家と同じ移民船で南オーストラリアに渡った金持ちの実業家。何度引っ越しても、なぜかいつも一家の近くに住む。金を出せば、全て自分の思い通りになると思っており、謝ることなどせず気に入らないことがあると使用人や飼い犬に八つ当たりする。しかし、商売の才能はあるようで、土地の売買や農場の経営などでオーストラリアにおいても財を成している。妻には頭が上がらない。ハッピーがリトルに殺された件を根に持っておりポップル家を目の敵にする。
原作では名前のみの登場で、ポップル家との関わりはアニメオリジナルのエピソードとなる。以下の飼い犬たちも同様である。
ペティウェル夫人
声 - 山田礼子
ペティウェルの妻。ペティウェルと違って人が悪いわけではないが良いわけでもない。とても気位と気品が高く、ペティウェルを尻で敷いている。
ハッピー
ペティウェルの飼っている黒犬。ペティウェルの機嫌が悪いと八つ当たりされる。性格も飼い主に似ており、ポップル家がもらった羊肉を持ち出したり、子ヤギを噛み殺したりなど、ポップル一家は何度も迷惑を被った。スノーフレークを襲い、止めようとしたリトルに噛み殺される。
シルバー
ハッピーが殺された後、新たに飼われたブルドッグ。トブやリトルのにらめっこの相手。
ジェーン・マック
声 - 秋元千賀子
ポップル一家の隣人。バーナードの姉で、パンを焼くのが得意。引っ越し当初からポップル一家に親切にしてくれる。
作中で夫を病気で亡くし、その後、アデレードの町でパン屋を経営する。
マック
ポップル家の隣人で、測量士。病気がちで、一旦はデイトンの治療で仕事に復帰するも、その後亡くなってしまう。
バーナード
声 - 納谷六朗
マック夫人の弟。測量事務所の職員。一家にボロ小屋を売った本人。
ジャムリング
声 - 水鳥鉄夫
一家と同じ船で上陸した大工。ファーストネームは不明。森で足を怪我していた所をアーサーらに助けられる。上陸当初はペティウェルのもとで組み立て式住宅の建設のため高所得で雇われていたが、足を治療してくれたデイトンとともにポップル一家がボロ小屋とテントで寝泊まりしている様子を見てペティウェルの仕事を断り、ポップル一家が家を建てるのを手伝う。
ネリー・ジャムリング
声 - 花形恵子
ジャムリングの妻。アニーと知り合いの奥さん。とてもおいしい紅茶を入れてくれる。
ビリー・ジャムリング
声 - 鈴木三枝
ジャムリングの息子。ケイトと同い年で、ケイト、ルーシーとは仲が良い。前半はルーシーやケイトと行動するシーンが多く描かれているが、後半ではほとんど登場せず、クララの結婚式で成長した姿が1シーンだけ映されるのみに留まる。
パーカー
声 - 増岡弘（エンディングロールでは「増山弘」と表記されている）
ポップル一家と同じ移民船で南オーストラリアに渡った商人。アーサーがテントの設営を手伝ったことから縁ができて、一家のために牛車を用意してくれるなど親切を受ける。上陸後しばらくは運送業に従事している。
ラリー・ロング
声 - 槐柳二
アデレード郊外の老羊飼い。ルーシーメイとケイトはディンゴに追われているところを二度も助けられる。ルーシーたちとは仲が良い。

### プリンストン家
フランク・プリンストン
声 - 小島敏彦
馬車にはねられ、記憶を失ったルーシーを助けたお金持ち。広大な農場を持っており、鉱山会社の共同経営者でもある。ルーシーの記憶喪失回復後にアーサーが農場の所有を夢見てオーストラリアへやってきたことを訊いて興味を持ち、自分の保有する農場の立て直しのため雇用することを希望する。しかし、その後妻シルビアに乗せられてポップル夫妻にルーシーを養子に乞い、その代わりに自身が保有する土地の一部を譲渡すると申し出、一家の心を傷つける。そのことを深く後悔し、経営が行き詰まっている農場の今後について頭を悩ませている中、一旦は養子を断ったルーシーが承諾しようとプリンストン家にやってくる。プリンストンは彼女の本心を見抜くとともに、家族を愛する気持ちに感銘を受け、一家に良い条件で農地を譲り渡すことを決意する。
シルビア・プリンストン
声 - 坪井章子
フランクの妻。2歳で亡くなったエミリーという娘がおり、その後子宝に恵まれない。ルーシーを死んだ娘と重ね、エミリーと名づけて可愛がる。記憶喪失回復後にルーシーを失った悲しみから元気をなくしてしまい、ルーシーを養子として引き取りたいと申し出る。
クライトン
声 - 西村知道
プリンストン家の執事。
キャロル
声 - 信沢三恵子
プリンストン家のメイド。
マックス
声 - 長堀芳夫
プリンストン家のお抱え馭者。
プロスペロ
プリンストン家の猫。ルーシーに懐く。

### その他
ジョン
声 - 井上和彦
移民船の船員。クララと恋仲。一旦イギリスへ帰るが、その後再びオーストラリアに戻り、クララと結婚する。
ウィリアム
声 - 清川元夢
アデレードに農場を持っていたおじさん。急にイギリスに帰らなければならなくなり、ポップル家に農場を売る約束をしていたが、売買契約を結ぶその日に農場をペティウェルに売ってしまう。
牛飼い
声 - 槐柳二
アデレードに住む牛車の持ち主。ジャムリングと牛車を借りる約束をしていたが、ペティウェルが金に物を言わせて牛車を借りる権利を横取りしてしまう。この牛飼いがジャムリングの牛車を借りる権利をちゃんと守っていればポップル家は組み立て住居をアデレードまで運べるはずだった。
マッケンジー
声 - 寺島幹夫
ルーシーメイの通っている学校の担任の先生。少し厳しいところがある。算数ができないルーシーに手を焼いている。犬が嫌いでリトルを恐がっている。
ラリー
声 - 山田礼子
アデレードで洋服屋を経営しているおばさん。クララはこの店でウェディングドレスを注文する。
ヘラクレス
声 - 長堀芳夫
巨躯の原住民。大勢のいたずら好きの子供達と住んでいる。言葉が通じないためヘラクレスという名前はルーシーたちが名付けた仮称。ルーシーたちの凧を返してあげたり川に落ちたルーシーを助けたりなにかと親切で優しい。ルーシーのよくなついているリトルを見たとき「ディンゴ」と口にし、なにか驚いた様子を見せた。
アダム
声 - 二又一成
ペティウェルの召使い。長年ペティウェルさんの家の召し使いとして仕えている。強盗団の一味と手を組んで、ペティウェルのお金を奪おうとした。
ジョージ
声 - 龍田直樹
ペティウェルの召使い。
クラーク
声 - 鈴木泰明
アデレードの警察の警部。アデレード郊外で起きた強盗事件を担当してくれた。ルーシーの証言から強盗団のアジトを包囲して捕まえる。
ジョーンズ
声 - 神山卓三
プリンストン家かかりつけ医。アデレード橋で事故に遭い、記憶を失ったルーシーを診察する。
ライト大佐
声 - 若本紀昭
アデレードの町を開き、町の設計・測量を手掛けている都市計画家。マック氏の葬儀に参列したのち、川でベンと釣りをしながら様々な会話を交わす。病を患っており、その後、命を落とすこととなる。実在した人物。
ジョーンズ
声 - 神山卓三
アデレード橋でケガをしたルーシーを診察してくれたお医者。
侯爵夫人
声 - 荘司美代子
南オーストラリアで、国王陛下の名代を勤めているヨーク侯爵の御夫人。記憶喪失になったルーシーメイをとても気にかけて心配してくれる。

## スタッフ
- 製作 - 本橋浩一
- 製作管理 - 高桑充
- 企画 - 佐藤昭司
- 監督・演出 - 斎藤博
- プロデューサー - 松土隆二
- 脚本 - 宮崎晃
- キャラクターデザイン - 関修一
- 作画協力 - OH!プロダクション
- 美術（監督） - 阿部泰三郎
- 背景 - スタジオアクア・スタジオSF 他
- 彩色 - スタジオロビン
- 撮影監督 - 黒木敬七
- 撮影 - トランスアーツ
- 編集 - 瀬山武司
- 現像 - 東洋現像所（現・IMAGICA）
- 音楽 - 坂田晃一
- 録音監督 - 斯波重治
- 録音制作 - 映像音響システム（現・サンオンキョー）
- 録音スタジオ - 太平スタジオ
- 効果 - フィズサウンド 依田安文
- 整音 - 桑原邦男
- タイトル - 道川昭
- 制作デスク - 関口修一、増子相二郎
- 制作進行 - 小竿俊一、余語昭夫、笠原義宏 他
- 演出補 - 楠葉宏三、鈴木孝義、腰繁男
- 演出助手 - 杉村博美、斉藤次郎
- 企画・制作 - 日本アニメーション株式会社
- 制作 - 日本アニメーション・フジテレビ

## 主題歌

### オープニングテーマ
「虹になりたい」
作詞 - 深沢一夫 / 作曲・編曲 - 坂田晃一 / 歌 - やまがたすみこ

### エンディングテーマ
「森へおいで」
作詞 - 深沢一夫 / 作曲・編曲 - 坂田晃一 / 歌 - やまがたすみこ

## 各話リスト
| 話数   | 放送日         | サブタイトル          | 絵コンテ | 作画監督        |
| ------ | -------------- | --------------------- | -------- | --------------- |
| 第1話  | 1982年 1月10日 | 新しい土地へ          | 清瀬二郎 | 森友典子        |
| 第2話  | 1月17日        | 可愛いヤツ            | 楠葉宏三 | 森友典子        |
| 第3話  | 1月24日        | かわり者              | 清瀬二郎 | 前田英美        |
| 第4話  | 1月30日        | はじめての探検        | 楠葉宏三 | 森友典子        |
| 第5話  | 2月7日         | 雨のち晴              | 清瀬二郎 | 村田耕一        |
| 第6話  | 2月14日        | アデレードという町    | 清瀬二郎 | 前田英美        |
| 第7話  | 2月21日        | ベンの災難            | 楠葉宏三 | 森友典子        |
| 第8話  | 2月28日        | 出発の前夜            | 清瀬二郎 | 前田英美        |
| 第9話  | 3月7日         | アデレードへの道      | 楠葉宏三 | 森友典子        |
| 第10話 | 3月14日        | 緑の町                | 清瀬二郎 | 前田英美        |
| 第11話 | 3月21日        | 小さなわが家          | 鈴木孝義 | 森友典子        |
| 第12話 | 3月28日        | アデレードの夜        | 清瀬二郎 | 村田耕一        |
| 第13話 | 4月4日         | ベンがやって来た!     | 楠葉宏三 | 前田英美        |
| 第14話 | 4月11日        | たくましい男          | 鈴木孝義 | 森友典子        |
| 第15話 | 4月18日        | 二つの家              | 清瀬二郎 | 前田英美        |
| 第16話 | 4月25日        | ずぶぬれのお医者さん  | 楠葉宏三 | 村田耕一        |
| 第17話 | 5月2日         | 不幸な出来事          | 鈴木孝義 | 森友典子        |
| 第18話 | 5月9日         | 木登り                | 清瀬二郎 | 前田英美        |
| 第19話 | 5月16日        | 今日は買い物          | 楠葉宏三 | 森友典子        |
| 第20話 | 5月30日        | 井戸の水              | 清瀬二郎 | 前田英美        |
| 第21話 | 6月6日         | アデレードの設計者    | 鈴木孝義 | 森友典子        |
| 第22話 | 6月13日        | レンガとディンゴの子  | 楠葉宏三 | 前田英美        |
| 第23話 | 6月20日        | お前の名はリトル      | 清瀬二郎 | 森友典子        |
| 第24話 | 6月27日        | 夏の終りの日          | 鈴木孝義 | 前田英美        |
| 第25話 | 7月4日         | ついてない時は…       | 清瀬二郎 | 村田耕一 高野登 |
| 第26話 | 7月11日        | 病気になった!         | 楠葉宏三 | 森友典子        |
| 第27話 | 7月18日        | 凧に乗って            | 清瀬二郎 | 前田英美        |
| 第28話 | 7月25日        | 川の向こう岸          | 腰繁男   | 森友典子        |
| 第29話 | 8月1日         | リトルの訓練          | 清瀬二郎 | 前田英美        |
| 第30話 | 8月8日         | 誕生日のおくりもの    | 楠葉宏三 | 村田耕一 高野登 |
| 第31話 | 8月15日        | リトルと黒い犬        | 清瀬二郎 | 森友典子        |
| 第32話 | 8月22日        | 虹の橋のたもと        | 清瀬二郎 | 前田英美        |
| 第33話 | 8月29日        | 失われた夢            | 楠葉宏三 | 森友典子        |
| 第34話 | 9月5日         | リトルと学校          | 清瀬二郎 | 前田英美        |
| 第35話 | 9月12日        | 対決                  | 楠葉宏三 | 村田耕一        |
| 第36話 | 9月19日        | 巣の中の五シリング    | 清瀬二郎 | 森友典子        |
| 第37話 | 9月26日        | 草原の強盗団          | 楠葉宏三 | 前田英美        |
| 第38話 | 10月3日        | ルーシーは名探偵      | 清瀬二郎 | 森友典子        |
| 第39話 | 10月10日       | 二つの別れ            | 楠葉宏三 | 村田耕一        |
| 第40話 | 10月17日       | わたしは誰?           | 清瀬二郎 | 前田英美        |
| 第41話 | 10月24日       | 見知らぬ町 見知らぬ人 | 清瀬二郎 | 森友典子        |
| 第42話 | 10月31日       | エミリーと呼ばれる子  | 清瀬二郎 | 前田英美        |
| 第43話 | 11月7日        | すれ違い              | 清瀬二郎 | 村田耕一        |
| 第44話 | 11月14日       | リトル! リトル!       | 清瀬二郎 | 前田英美        |
| 第45話 | 11月21日       | トブが消えた          | 清瀬二郎 | 森友典子        |
| 第46話 | 11月28日       | 穴の中のウォンバット  | 清瀬二郎 | 前田英美        |
| 第47話 | 12月5日        | とうさんの決意        | 清瀬二郎 | 村田耕一        |
| 第48話 | 12月12日       | 大金持ちの子に…       | 清瀬二郎 | 森友典子        |
| 第49話 | 12月19日       | クララの結婚          | 清瀬二郎 | 前田英美        |
| 第50話 | 12月26日       | 虹に向かって          | 清瀬二郎 | 森友典子        |

## ネット局
※放送日時・系列は本番組終了時（1982年12月）のものとする。
| 放送地域       | 放送局         | 放送日時                                                 | 放送系列                                     | 備考              |
| -------------- | -------------- | -------------------------------------------------------- | -------------------------------------------- | ----------------- |
| 関東広域圏     | フジテレビ     | 日曜 19:30 - 20:00                                       | フジテレビ系列                               | 制作局            |
| 北海道         | 北海道文化放送 | 日曜 19:30 - 20:00                                       | フジテレビ系列                               |                   |
| 宮城県         | 仙台放送       | 日曜 19:30 - 20:00                                       | フジテレビ系列                               |                   |
| 秋田県         | 秋田テレビ     | 日曜 19:30 - 20:00                                       | フジテレビ系列 テレビ朝日系列                |                   |
| 新潟県         | 新潟総合テレビ | 日曜 19:30 - 20:00                                       | フジテレビ系列 テレビ朝日系列                | [ 注 4 ]          |
| 長野県         | 長野放送       | 日曜 19:30 - 20:00                                       | フジテレビ系列                               |                   |
| 静岡県         | テレビ静岡     | 日曜 19:30 - 20:00                                       | フジテレビ系列                               |                   |
| 富山県         | 富山テレビ     | 日曜 19:30 - 20:00                                       | フジテレビ系列                               |                   |
| 石川県         | 石川テレビ     | 日曜 19:30 - 20:00                                       | フジテレビ系列                               |                   |
| 福井県         | 福井テレビ     | 日曜 19:30 - 20:00                                       | フジテレビ系列                               |                   |
| 中京広域圏     | 東海テレビ     | 日曜 19:30 - 20:00                                       | フジテレビ系列                               |                   |
| 近畿広域圏     | 関西テレビ     | 日曜 19:30 - 20:00                                       | フジテレビ系列                               |                   |
| 島根県・鳥取県 | 山陰中央テレビ | 日曜 19:30 - 20:00                                       | フジテレビ系列                               |                   |
| 岡山県・香川県 | 岡山放送       | 日曜 19:30 - 20:00                                       | フジテレビ系列                               |                   |
| 広島県         | テレビ新広島   | 日曜 19:30 - 20:00                                       | フジテレビ系列                               |                   |
| 愛媛県         | テレビ愛媛     | 日曜 19:30 - 20:00                                       | フジテレビ系列                               |                   |
| 福岡県         | テレビ西日本   | 日曜 19:30 - 20:00                                       | フジテレビ系列                               |                   |
| 佐賀県         | サガテレビ     | 日曜 19:30 - 20:00                                       | フジテレビ系列                               |                   |
| 熊本県         | テレビ熊本     | 日曜 19:30 - 20:00                                       | フジテレビ系列 テレビ朝日系列                | [ 注 5 ]          |
| 沖縄県         | 沖縄テレビ     | 日曜 19:30 - 20:00                                       | フジテレビ系列                               |                   |
| 青森県         | 青森放送       | 土曜 18:00 - 18:30                                       | 日本テレビ系列 テレビ朝日系列                |                   |
| 岩手県         | 岩手放送       | 日曜 18:00 - 18:30（1982年3月時点） → 木曜 19:00 - 19:30 | TBS系列                                      | [ 注 6 ]          |
| 山形県         | 山形テレビ     | 金曜 19:00 - 19:30                                       | フジテレビ系列                               | [ 注 7 ]          |
| 福島県         | 福島テレビ     | 土曜 18:00 - 18:30                                       | TBS系列 フジテレビ系列                       |                   |
| 山梨県         | 山梨放送       | 木曜 19:00 - 19:30                                       | 日本テレビ系列                               |                   |
| 山口県         | 山口放送       | 月曜 19:00 - 19:30                                       | 日本テレビ系列 テレビ朝日系列                |                   |
| 徳島県         | 四国放送       | 木曜 19:00 - 19:30                                       | 日本テレビ系列                               |                   |
| 高知県         | 高知放送       | 土曜 18:00 - 18:30                                       | 日本テレビ系列                               |                   |
| 長崎県         | テレビ長崎     | 日曜 18:00 - 18:30                                       | フジテレビ系列 日本テレビ系列                | [ 注 8 ]          |
| 大分県         | テレビ大分     | 土曜 18:00 - 18:30                                       | 日本テレビ系列 フジテレビ系列 テレビ朝日系列 | [ 注 8 ]          |
| 宮崎県         | テレビ宮崎     | 土曜 18:30 - 19:00                                       | 日本テレビ系列 フジテレビ系列 テレビ朝日系列 | [ 注 8 ]          |
| 鹿児島県       | 鹿児島テレビ   | 木曜 19:00 - 19:30                                       | 日本テレビ系列 フジテレビ系列                | [ 注 8 ] [ 注 9 ] |

## 映像ソフト
テレビシリーズのDVDは2000年8月25日から11月25日にかけて、全12巻が発売された。

## 評価
アニメーション監督の岡村天斎は「Febri」とのインタビューの中で、『世界名作劇場』の作品には「良い子」な主人公が多かったのに対し、本作のキャラクター造形は大人も含めてややリアルな感じがあったと話しているほか、ルーシーたちの物語が大人たちの苦悩とは無関係なところで展開する点も魅力的だったと話している。また、岡村は普段アニメを見ない父が本作について尋ねてくることがあったといい、自分と重なるところがあったのではないかと推測している。